# Adriano Carnevali
Adriano Carnevali (Milano, 16 settembre 1948) è un fumettista, enigmista, autore di giochi e autore televisivo italiano noto per la serie a fumetti umoristica dei Ronfi, pubblicata sul Corriere dei Piccoli dal 1981.

## Biografia
Dopo una laurea in Lettere moderne conseguita nel 1972 e una breve esperienza come insegnante, Carnevali inizia a muovere i primi passi nel mondo del fumetto nel 1973, con la creazione di vignette umoristiche pubblicate su quotidiani e riviste. A partire dal 1974 le sue vignette de Il drago e il cavaliere iniziano ad apparire anche sul Corriere dei Piccoli e sul Corriere dei Ragazzi, mensili per i quali realizza anche brevi storie umoristiche e strisce e in particolare La Contea di Colbrino, serie di più ampio respiro, ambientata in un immaginario Rinascimento italiano e caratterizzata da un umorismo maggiormente adulto rispetto alla sua produzione precedente. La produzione della serie va avanti per oltre un anno, con una trentina circa di episodi, per poi interrompersi nel 1976 quando la testata venne modificata in CorrierBoy. Sul Corriere dei Piccoli fa esordire nel 1981 la serie dei Ronfi, pubblicata fino alla chiusura della rivista nel 1995. Protagonisti del fumetto sono dei piccoli roditori immaginari, appunto chiamati "Ronfi" (e talvolta definiti epigoni italiani dei Puffi, nonostante l'autore abbia negato qualunque ispirazione), alle prese con comiche avventure e disavventure dal tono umoristico e scanzonato. Dopo la chiusura del Corriere dei Piccoli, continua a disegnare vignette e strisce umoristiche per varie riviste, oltre a collaborare a giochi di enigmistica per varie riviste del settore e a scrivere racconti umoristici e gialli. Inoltre collabora come autore a trasmissioni radiofoniche e, dal 1978, a trasmissioni televisive, debuttando con L'altra domenica, programma di Renzo Arbore per cui realizza gli script dei giochi, e proseguendo con trasmissioni quali Uno Mattina e Gommapiuma.
A partire dal 2007 diventa curatore della rivista di giochi per bambini Giocolandia, dell'editrice Fiesta, per la quale realizza giochi e vignette, e nella quale fa ricomparire i suoi Ronfi.
Tra le collaborazioni più recenti, alcune storie per la rivista Čapek magazine.
Vive con la moglie Donatella, con la quale collabora anche professionalmente, e si dedica anche alla realizzazione di opere di pittura e scultura.

## Fumetti
- Il drago e il cavaliere - brevi storie comico-ludiche per bambini, pubblicate sul Corriere dei Piccoli
- SPQR - strisce comiche ambientate nell'Antica Roma, pubblicate sul mensile enigmistico-umoristico Relax
- L'astuto Ulisse - strisce comiche pubblicate sul Corriere dei Ragazzi
- La Contea di Colbrino - serie a episodi (ciascuno di circa 8 tavole) di genere umoristico, pubblicata sul Corriere dei ragazzi dal 1975 al 1976
- I Ronfi - brevi storie umoristiche pubblicate dal 1981 sul Corriere dei Piccoli
- Marmagikus  - racconto illustrato, pubblicato nel dicembre 2020